# Цингер Микола Якович
Микола Якович Цингер (рос. Николай Яковлевич Цингер; 1 травня 1842 — 16 жовтня 1918) — російський астроном, геодезист і картограф, професор, член-кореспондент Імператорської Санкт-Петербурзької академії наук (1900), один з керівників Російського географічного товариства; генерал-лейтенант. Засновник російської геодезичної школи.
Микола Якович Цингер — молодший брат Василя Яковича Цингера (1836-1907), математика, ботаніка, професора Московського університету, президента Московського математичного товариства.

## Життєпис
Виховувався в 1-му Московському кадетському корпусі.  16 червня 1860 почав службу в 1-му Гренадерському стрілецькому батальйоні.  Закінчив в 1863 артилерійську академію, в 1870 — Академію Генерального штабу.  У 1863-1866 — репетитор математики в 1-му Московському кадетському корпусі.  31 жовтня 1863 переведений в лейб-гвардії 2-у артилерійську бригаду, а через рік, до 1866 проходив службу в полегшеній артилерійській бригаді, де з 1865 стає бригадним ад'ютантом штабу 7-ї кінно-артилерійської бригади.  З 17 жовтня 1866 по 1870 — у Геодезичному відділенні Миколаївської академії Генерального штабу і в Пулковській обсерваторії.  Під час проходження практики в Пулково провів дослідження «Про особисті помилки в астрономічних спостереженнях».  28 листопада 1870 переведений в Корпус військових топографів у розряд геодезистів.  З 1870 по 1872 перебував при Військово-топографічному відділі Головного управління Генерального Шттаба, де був відряджений на нівелювання і зйомку Балтійської залізниці. У 1872-1883 працював ад'юнкт-астрономом у Миколаївській Головній астрономічній обсерваторії (Пулковській), з 1884 — професор практичної астрономії і вищої геодезії Миколаївської академії Генерального штабу.
Розробив спосіб визначення часу за висотами зірок (Записки Академії наук, СПб, 1874).  У 1875 брав участь визначенні різниці довгот Варшави і Пулково.  Виконував дослідження в області гравіметрії: «Спостереження над гойданнями поворотних маятників російського академічного приладу», «Спостереження сили тяжіння на океанах і значення їх у питанні про фігуру Землі», «Про новий спосіб градусних вимірів і спостережень сили тяжіння на підставі гіпотези ізостатичної будови земної кори». Виконав цікаві дослідження з математичної картографії — «Про зображення еліпсоїдальної земної поверхні на кулі із збереженням площ або ж подоби нескінченно малих фігур» та інші.  15 жовтня 1883 відрахований з Корпусу військових топографів і переведений у Миколаївську академію генерального штабу, де перебував до 1905. Одночасно з 1884 — професор Морської Миколаївської академії.
У 1885 проведений у генерал-майори, а в 1896 отримав чин генерал-лейтенанта. Звільнений з військової служби 24 квітня 1905.
З 1899 — доктор астрономії Казанського університету. З 1900 — член-кореспондент Петербурзької Академії наук.  З 1905 і до 1917 — один з керівників Російського географічного товариства (голова Відділення математичної географії). Голова Російського астрономічного товариства в 1914-1915 роках.  Опублікував більше 30 наукових робіт. Вів велику педагогічну діяльність, багато зробив для поширення в Росії геодезичних та астрономічних знань.
Вніс своїми працями істотний внесок у розвиток вищої та нижчої геодезії, практичної і теоретичної астрономії, картографії та теорії помилок.  Значний інтерес представляють його дослідження доцільності використання на точних нівелюваннях нівелір-теодолітів, вивчення рефракції в приземному шарі повітря.  Підготував і видав низку підручників: у 1898 «Курс вищої геодезії», в 1899 «Курс астрономії, частина теоретична» (перевиданий у 1922), і в 1915 «Курс астрономії, частина практична» (перевиданий у 1924).
У 1874 запропонував спосіб визначення поправки годинника зі спостережень двох зірок на рівних висотах, який отримав назву «метод Цингера» (або «метод пар Цингера»).  Оскільки цей спосіб відрізняється простотою спостережень і високою точністю, він набув широкого розповсюдження. З 1926 Астрономічний інститут в Ленінграді видавав «Ефемериди пар Цингера» для практичного застосування цього методу.
Нагороджений орденами Св. Анни 3-й ст.  (1872) і 1-й ст.  (1902), Св. Станіслава 2-й ст.  (1878) і 1-й ст.  (1891), Св. Володимира 4-го ст.  (1880) і 3-й ст.  (1888; за вислугу 25 років на педагогічних посадах), а також відзнакою за бездоганну 40-річну службу (1903).
Похований на Волковському кладовищі у Санкт-Петербурзі.
Іменем Цингера названий хребет на Шпіцбергені і мис на острові Більшовик в архіпелазі Північна Земля, а також кратер на Місяці.

## Наукові праці
- «Об определении времени по соответствующим высотам различных звезд» (1874)
- «Курс высшей геодезии» (1898)
- «Курс астрономии. (Часть теоретическая)»[недоступне посилання з травня 2019] (1922)
- «Курс астрономии. (Часть практическая)» (1915)